# Naga Timbul (Sitahuis)
Naga Timbul is een bestuurslaag in het regentschap Tapanuli Tengah van de provincie Noord-Sumatra, Indonesië. Naga Timbul telt 746 inwoners (volkstelling 2010).